# Géza de Habsbourg-Lorraine
Géza Ladislas de Habsbourg-Lorraine (en allemand : Géza von Habsburg-Lothringen), archiduc d’Autriche et prince de Hongrie, est né le 14 novembre 1940 à Budapest, en Hongrie. Issu de la branche hongroise de la Maison de Habsbourg-Lorraine, c’est l’un des spécialistes internationaux du joaillier Pierre-Karl Fabergé, sur lequel il a publié de nombreux ouvrages et organisé plusieurs expositions. 

## Famille
L’archiduc Géza est l’avant-dernier enfant de l’archiduc Joseph-François d’Autriche (1895-1957) et de son épouse la princesse Anne de Saxe (1903-1976). 
En 1965, Géza épouse morganatiquement Monica Decker (1939) avant d’en divorcer en 1991. De ce mariage, naissent trois fils :
- Franz Ferdinand (1967) ;
- Ferdinand Leopold (1969) ;
- Maximilian Philip (1974).

En 1992, l’archiduc Géza se remarie à Elizabeth Kunstadter (1956). De ce mariage naît une fille :
- Isabella Maria Luisa (1996).